# انجمن شیمی اعصاب اروپا
انجمن بین‌المللی شیمی اعصاب آمریکا (به انگلیسی: (European Society for Neurochemistry (ESN) جامعه حرفه‌ای برای شیمی دانان علوم اعصاب و دانشمندان این علم در اروپا است که در سال ۱۹۷۶ تأسیس گشت. این انجمن راجع به نقش و تعاملات مولکول‌های کوچک (پروتئین‌ها، پپتیدها، اسیدهای نوکلئیک، لیپیدها، قند) در توسعه، رشد، عملکرد و پاتولوژی سیستم عصبی پژوهش می‌کند. از سال ۱۹۹۹ هر شش ساله جلسهٔ مشترکی میان انجمن شیمی اعصاب اروپا و انجمن بین‌المللی شیمی اعصاب برگزار می‌گردد.